# سيباسيتيان رينتيرت
سيباسيتيان رينتيرت (بالألمانية: Sebastian Reinert)‏ (20 أبريل 1987 بزانكت فندل في ألمانيا - ) هو لاعب كرة قدم ألماني في مركز الوسط. شارك مع منتخب ألمانيا تحت 20 سنة لكرة القدم ومنتخب ألمانيا تحت 21 سنة لكرة القدم. أما مع النوادي، فقد لعب مع فيهين فيسبادن ونادي كايزرسلاوترن و1. FC Kaiserslautern II ‏ وSportfreunde Lotte ‏ ونادي بيرمازنز وSV Wehen Wiesbaden II ‏.

## روابط خارجية
- سيباسيتيان رينتيرت على موقع قاعدة بيانات كرة القدم.إي يو (الإنجليزية)
- سيباسيتيان رينتيرت على موقع بيانات كرة القدم. دي إي (الألمانية)
- سيباسيتيان رينتيرت على موقع Soccerway.com (الإنجليزية)
- سيباسيتيان رينتيرت على موقع عالم كرة القدم.نت (الإنجليزية)